# Púne–Mumbai–Ahmadábád nagysebességű vasútvonal
A Púne–Mumbai–Ahmadábád nagysebességű vasútvonal egy építés alatt álló, 508,18 km hosszúságú, 1435 mm-es nyomtávolságú nagysebességű vasútvonal Indiában Púne és Ahmadábád között. A tervek szerint a vasútvonalat 25 kV 50 Hz AC áramrendszerrel villamosítanák, a vonatok legnagyobb sebessége 280 km/h lesz.
2019-ben jelentették be, hogy az építkezés 2020 áprilisában kezdődik, és a Gudzsarát államon átvezető 352 km-es szakasz teljes megnyitása 2027-ben várható, miután 2026 augusztusában megnyitják a szakasz 50 km-es, Szúrat és Bilimora közötti szakaszát. A COVID-19 járvány miatti késedelem után azonban az építkezés egy évvel később, 2021 februárjában kezdődött meg, ahol az NHSRCL megkezdte a vasúti vonal első pillérének betonozását. 2028 végére várhatóan a Mumbaiig tartó teljes szakasz megnyitása is megtörténik.

## Története

### Koncepció
A Mumbai-Ahmedábád folyosót öt másik nagysebességű vasúti folyosóval együtt a 2009-2010-es vasúti költségvetésben megvalósíthatósági tanulmány készítésére vezették be. A 650 km hosszú nagysebességű vasúti folyosót Púne-tól Mumbai-n keresztül Ahmedabadba javasolták. Azt, hogy ez az útvonal hol érintené Mumbai-t, a megvalósíthatósági jelentés elkészítésekor kellett volna eldönteni. Az Ahmedábád-Mumbai-Pune folyosó előzetes megvalósíthatósági tanulmányát a RITES, az Italferr és a Systra konzorciuma készítette el. A vasúti folyosón a vonatok várható végsebességét 350 km/h-ban határozták meg. A javasolt állomások közé tartozott Lonavala a Mumbai-Púne szakaszon, valamint Surat, Bharuch és Vadodara a Mumbai-Ahmedábád szakaszon. Mumbai és Ahmedábád között 32 járatot javasoltak. A vasúti tisztviselők azt is javasolták, hogy a folyosót egészen Bengaluruig hosszabbítsák meg.
2013. február 14-én Újdelhiben egyetértési nyilatkozatot írtak alá a Vasúti Minisztérium és a Société Nationale des Chemins de Fer Français (SNCF), a francia nemzeti vasúttársaság között a vasúti műszaki együttműködésről. A felek megállapodtak abban, hogy közösen megvalósítanak egy „üzemeltetési és fejlesztési” megvalósíthatósági projektet a Mumbai-Ahmedabad nagysebességű vasúti folyosóról. A projektet az SNCF finanszírozta a francia pénzügyminisztérium támogatásával. 2013 márciusában a vasúti igazgatóság úgy döntött, hogy elhagyja a Mumbai-Púne szakaszt, és a nagysebességű vasúti szolgáltatást csak Mumbai és Ahmedábád között üzemelteti. Az Igazgatóság a pénzügyi korlátok miatt úgy döntött, hogy a Púne és Mumbai közötti ghat szakasz megnöveli a projekt költségvetését. Vidyadhar A. Malegaonkar, a Nyugati Vasút PR-főnöke (PRO) szerint: „Ez egy nyugati vasúti projekt, és Maharashtra egy nagyon kis részét fedte le. Ezért a maharastrai kormány kevés érdeklődést mutatott a projekt iránt, és nem volt hajlandó pénzügyi terhet is vállalni. Ez az oka annak, hogy a vasúti igazgatóság úgy döntött, hogy a Púne-Mumbai szakasz nem kerül be a nagysebességű folyosóba."
India és Japán 2013 szeptemberében Újdelhiben egyetértési nyilatkozatot írt alá a Mumbai-Ahmedábád útvonal közös megvalósíthatósági tanulmányának elkészítéséről. 2013. május 29-én India akkori miniszterelnöke, Manmohan Szingh és Japán miniszterelnöke, Shinzo Abe közös nyilatkozata alapján, amely szerint a két fél társfinanszírozza az útvonal közös megvalósíthatósági tanulmányát. A közös tanulmány célja a 300–350 km/h sebességű rendszer megvalósíthatósági jelentésének elkészítése volt. A tanulmány költségeit (500 millió japán jen) India és Japán egyenlő arányban vállalta. A tanulmányt a tervek szerint a kezdetétől számított 18 hónapon belül, azaz 2015 júliusára kellett volna befejezni. A tanulmány forgalmi előrejelzéseket és vonalvezetési felméréseket végzett, valamint összehasonlító tanulmányt készített a nagysebességű vasúti technológiákról és rendszerekről.
A Japán Nemzetközi Együttműködési Ügynökség (JICA) és az SNCF tanulmányokat készített a projektről. A JICA a technológiával, az összehangolással és a közlekedéssel kapcsolatos szempontokat kutatta, míg az SNCF az üzleti előrejelzésekkel foglalkozott. A megvalósíthatósági tanulmány tartalmazott egy összehangolási felmérést, amely olyan szempontokra vonatkozott, mint a földszerzés, a környezeti kihívások, valamint az alagutak és hidak építése. A tanulmány egy pénzügyi modellt is javasolt, amely a viteldíjakból és a nem viteldíjköteles dobozokból származó bevételeken alapul.